# Logibec
Logibec Groupe Informatique Ltée (или Logibec, рус. Ложибе́к) — предприятие, основанное в 1982. Logibec — одно из североамериканских предприятий, специализирующихся на разработке, реализации, внедрении и поддержке информационных систем, предназначенных для сферы здравоохранения и социальных служб. После приобретения MDI Technologies Inc. (MDI) в июне 2005 Logibec расширил свою американскую деятельность покупкой активов Achieve Healthcare Technologies и QuickCARE Software Services и стал там лидером с впечатляющей клиентской базой в более чем 7000 учреждений и домов престарелых. Вся его американская деятельность объединена под названием MDI Achieve. В Logibec работает опытная команда из примерно 430 специалистов. Юридический адрес компании находится в Монреале, но у неё есть также представительства в Квебеке, Эдмонтоне, а также в Сент-Луисе, Миннеаполисе и Далласе.

## Показатели
Акции компании игрались на бирже Торонто LGI (недоступная ссылка) до её покупки в июле 2010 года.